# PWF World Tag Team Championship
Die Pacific Wrestling Federation (PWF) World Tag Team Championship war ein kurzlebiger Wrestling-Tag-Team-Titel von All Japan Pro Wrestling. Er existierte von 1984 bis 1988. Am 10. Juni 1988 wurde er zusammen mit dem NWA International Tag Team Championship zum AJPW World Tag Team Championship vereinigt.
Die Vergabe dieses Titels folgt wie im Wrestling üblich einer zuvor ausgearbeiteten Storyline.

## Liste der Titelträger
| # | Team                                               | Nr. | Datum             | Tage    | Ort             | Veranstaltung | Anmerkungen | Ref.  |
| - | -------------------------------------------------- | --- | ----------------- | ------- | --------------- | ------------- | --- | ----- |
| 1 | Chōjū Konbi (Bruiser Brody und Stan Hansen)        | 1   | 25. April 1984    | ??      | Yokohama, Japan | Houseshow     | Besiegten Giant Baba und Dory Funk, Jr. in einem Turnierfinale.                                                                    |       |
| 2 | Ted DiBiase und Stan Hansen (2)                    | 1   | August 1985       | ??      |                 |               | DiBiase ersetzte Brody, nachdem dieser am 21. März 1985 zu New Japan Pro-Wrestling wechselte.                                      |       |
| 3 | Tiger Mask II und Jumbo Tsuruta                    | 1   | 3. Juli 1987      | ca. 145 | Tokio, Japan    | Houseshow     | |       |
| 4 | Ted DiBiase (2) und Stan Hansen (3)                | 2   | 11. Juli 1987     | ??      | Yonago, Japan   | Houseshow     | |       |
|   | Vakanz                                             |     | Juli 1987         |         |                 |               | Wurde für vakant erklärt, nachdem DiBiase zur World Wrestling Federation wechselte.                                                |       |
| 5 | Stan Hansen (4) und Austin Idol                    | 1   | August 1987       |         |                 |               | Hansen und Idol erhielten die Titel ohne Kampf.                                                                                    |       |
| 6 | Ryūgenhō (Ashura Hara und Genichiro Tenryu)        | 1   | 3. September 1987 | 184     | Nagoya, Japan   | Houseshow     | | [ 2 ] |
| 7 | Gorin Konbi (Jumbo Tsuruta (2) und Yoshiaki Yatsu) | 1   | 4. Juni 1988      | 6       | Sapporo, Japan  | Houseshow     | Tsuruta und Yatsu gewannen den NWA International Tag Team Championship am 10. Juni 1999 gegen The Road Warriors.                   |       |
|   | Titel vereinigt                                    |     | 10. Juni 1988     |         |                 |               | NWA International Tag Team Championship und PWF World Tag Team Championship wurden zum AJPW World Tag Team Championship vereinigt. | [ 3 ] |